# Tour de Flandes 1947
El Tour de Flandes 1947 és la 31a edició del Tour de Flandes. La cursa es disputà el 27 d'abril de 1947, amb inici i final a Gant després d'un recorregut de 257 quilòmetres.
El vencedor final fou el belga Emiel Faignaert, que s'imposà a l'esprint en l'arribada a Wetteren als seus dos companys d'escapada, els també belgues Roger Desmet i Rik Renders, que acabaren segon i tercer respectivament.

## Classificació final
|    | Ciclista                        | Equip              | Temps      |
| -- | ------------------------------- | ------------------ | ---------- |
| 1  | Emiel Faignaert (BEL)           | Groene Leeuw       | 7h 05' 00" |
| 2  | Roger Desmet (BEL)              | Alcyon-Dunlop      | m. t.      |
| 3  | Rik Renders (BEL)               | Garin-Wolber       | m. t.      |
| 4  | Camille Beeckman (BEL)          | Thompson           | + 12"      |
| 5  | Louis Thiétard (FRA)            | Metropole-Dunlop   | + 2' 05"   |
| 6  | Raymond de Smedt (BEL)          | Alcyon-Dunlop      | + 2' 20"   |
| 7  | Kleber Piot (FRA)               | Metropole-Dunlop   | + 2' 30"   |
| 8  | Georges Claes (BEL)             | Rochet-Dunlop      | + 2' 30"   |
| 9  | Odiel van den Meersschaut (BEL) | Garin-Wolber       | + 2' 30"   |
| 10 | Marcel Rijckaert (BEL)          | Mercier-Hutchinson | + 2' 30"   |